# Lunugamwehera National Park
Lunugamwehera National Park är en nationalpark i Sri Lanka.   Den ligger i provinsen Uvaprovinsen, i den södra delen av landet, 160 km öster om huvudstaden Colombo. Lunugamwehera National Park ligger 84 meter över havet.